# 忠義祠 (中壢區)
24°56′59″N 121°13′25″E / 24.949635°N 121.223579°E
忠義祠，原稱大墓公，又稱中壢忠義祠，是位於臺灣桃園市中壢區的陰廟，近中壢車站，祭祀乙未戰爭時被當地客家人所劫殺的廣東籍清軍，曾被誤會受祭者是荷蘭人。

## 由來
乙未戰爭，台灣民主國敗亡，大部份的唐景崧親兵經日軍繳械後，雇外國輪船從淡水遣返中國大陸。有少部份被稱為「河南兵」的廣東籍散兵游勇南下逃到桃竹苗，結果在沿途被客家義勇、民眾組團或個人截殺。吳德功的《讓臺記》載： 「…適臺北潰勇走依之；甫過桃仔園中壢，粵民團勇始聞臺北失守，見廣勇金帛纍纍，疑為劫餉判殺之徒詐稱南下以襲新竹，於是沿途截殺，軍械衣服洗搶一空。適棟軍數營聞喊聲震地，亦派隊出哨，於是廣勇遭殺者數百餘人…。」 　　
據黃榮洛調查除中壢外，在楊梅、新埔、竹東、峨眉等客家庄紛傳殺害逃逸清軍的事件，有些留下塚墓，有關者如龍潭三角林烈士祠、新埔二十七公廟、新竹市南壇大眾廟、寶山鄉雙溪萬善祠、竹東三重埔萬善祠及頭重埔的萬善爺等。此外，北埔鄉傳說姜滿堂爆富，與擁有廣勇的龍銀有關，因此後代會祭祀一條扁擔，稱為「布施爺」。
其中一些粵勇來到中壢石頭（今中壢火車站附近）時被殺。黃榮洛訪問同學的祖父吳慶月回憶當時這批清兵全被押到有一口二、三甲的大池塘邊，身上錢帛全被沒收，槍枝全部繳械。處決前清兵曾跪地求饒，只求免死，但殺者卻說正欠菜餚，要殺他們做菜餚等，遂無一倖免，讓池塘之水染成血紅色。黃榮洛解釋，桃竹苗客家人認為出錢義助台灣民主國，組義勇軍抗日，而唐景崧卻棄台、這些粵勇又造反、叛亂不抗日，罪不可赦，於是各路抗日份子通令擄獲粵勇，就格殺勿論。這群粵勇也有客家人，同時造成客族相互殘殺的慘案。
忠義祠管理主任委員劉坡榮據其先父說法，是當時清軍先驚嚇到河畔吃草的牛群，這些兵員好意攔阻卻被誤為搶牛，一時驚動庄民，後來發生衝突，清軍錢銀丁丁鼕鼕滾出，爆發大規模搶銀殺戮戰，最後整支軍隊幾被殲滅。徐貴榮曾訪獻地建祠的湯阿秀後人，詢問死者、殺者身分，但被閉門謝客，一問三不知。徐貴榮推估可能後人怕被報復，或基於現實對自己不利。
中壢文史工作室陳盛增在〈「中壢神社」狛犬移鎮「忠義祠」〉，也引用徐貴榮在《聯合報》是當時清軍驚嚇牛的口傳。陳盛增父親認為劫殺河南兵者其後代事業並不順利，且子嗣單薄有絕後之虞；收留或救河南兵者，其後代則較興旺。
日後，這些清軍被誤傳屬河南籍，有更甚者音誤為荷蘭人，使得過去還有荷蘭領事人員前來調查。還傳說是荷蘭人為逃避鄭成功追擊，一路往北逃難至中壢一帶時遭漢族、平埔族聯手攻擊，合葬在此。像是新竹科學工業園區旁的義勇忠祠也是被報媒報導成荷蘭人。

## 沿革
相傳之後中壢街庄一直不平靜，就有人開始撿骨堆砌用牛車載離，但牛車行駛到今日龍岡路一段與中北路二段龍岡橋附近，車拉不動，於是擲茭請示後，同意在此安葬。
1898年季秋，經中壢街庄士紳等號召撿集遺體，庄民湯阿秀獻地建立，原稱「大墓公」，除安葬當時的廣東籍清軍外，也安葬附近萬善公、大墓公骨骸。墓碑大字中刻「義塚諸君之墓」，左右低小字分刻「萬善諸君神位、大墓公之神位」。該址在中壢車站西南方約五百公尺處、龍岡路與中北路交叉口。
1991年報導時被稱為「平鄉萬善祠」；也有人稱之為「中壢忠義祠」。
1950年，由游天增、劉增祥發起增建拜亭。1976年，大墓公附近已發展成街衢，墓因年久失修，適逢龍岡路拓寬，又橫在路中，經劉坡榮鳩資興建，將義塚由墓形改成祠宇，於1976年2月30日舉行落成慶典，並更名為「忠義祠」。

## 祭祀
農曆七月十六日祭典時都由十一個村落，輪流來舉行普渡祭典，並分成五組分別是中壢中建、中央石頭、新興東興振興、舊明中榮、興南永。
1991年8月25日上午，認為此祠是埋葬荷蘭人的萬客隆荷蘭籍總經理彼得．柯樂邇以大祭官身分祭拜此祠。他表示三年前來台灣負責萬客隆行銷工作，了解中元普渡習俗後入鄉隨俗，每年中元節都舉行祭祀孤魂、好兄弟儀式，最近獲悉平鎮鄉龍岡路口的萬善祠內有卅多具荷蘭人屍骨，且從來沒有荷蘭後裔祭拜，決定今天率隊以古禮方式祭拜自己同胞孤魂。他還解釋，三百六十多年前荷蘭人來台灣是為了賺錢，與他現在到台灣負責萬客隆生意的目的完全一樣，遂能夠想像出當年荷蘭同胞的心思，但沒想到會如此不幸流落異鄉，屍骨合葬異國。

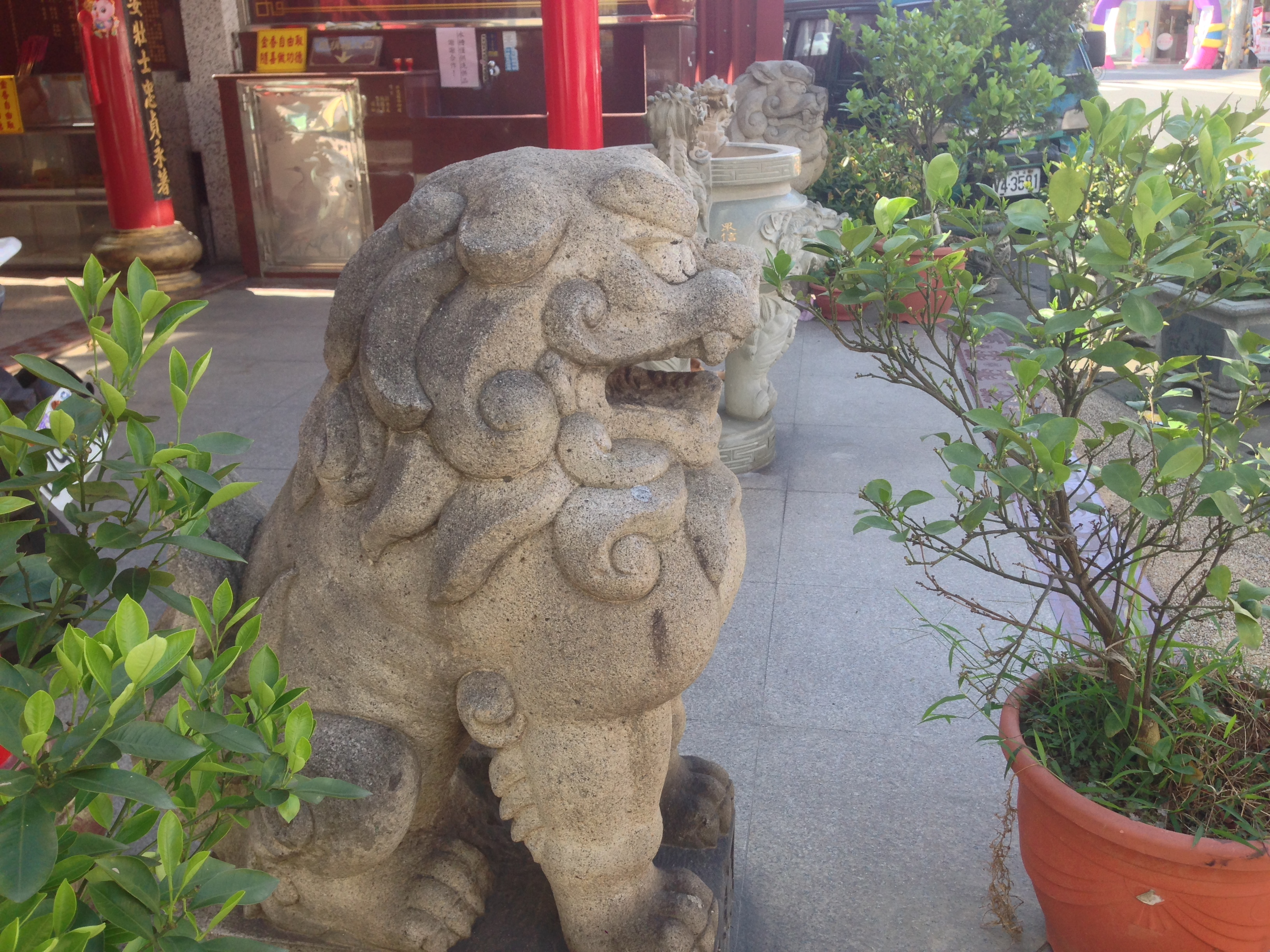
狛犬從中壢神社移來[2][10]。
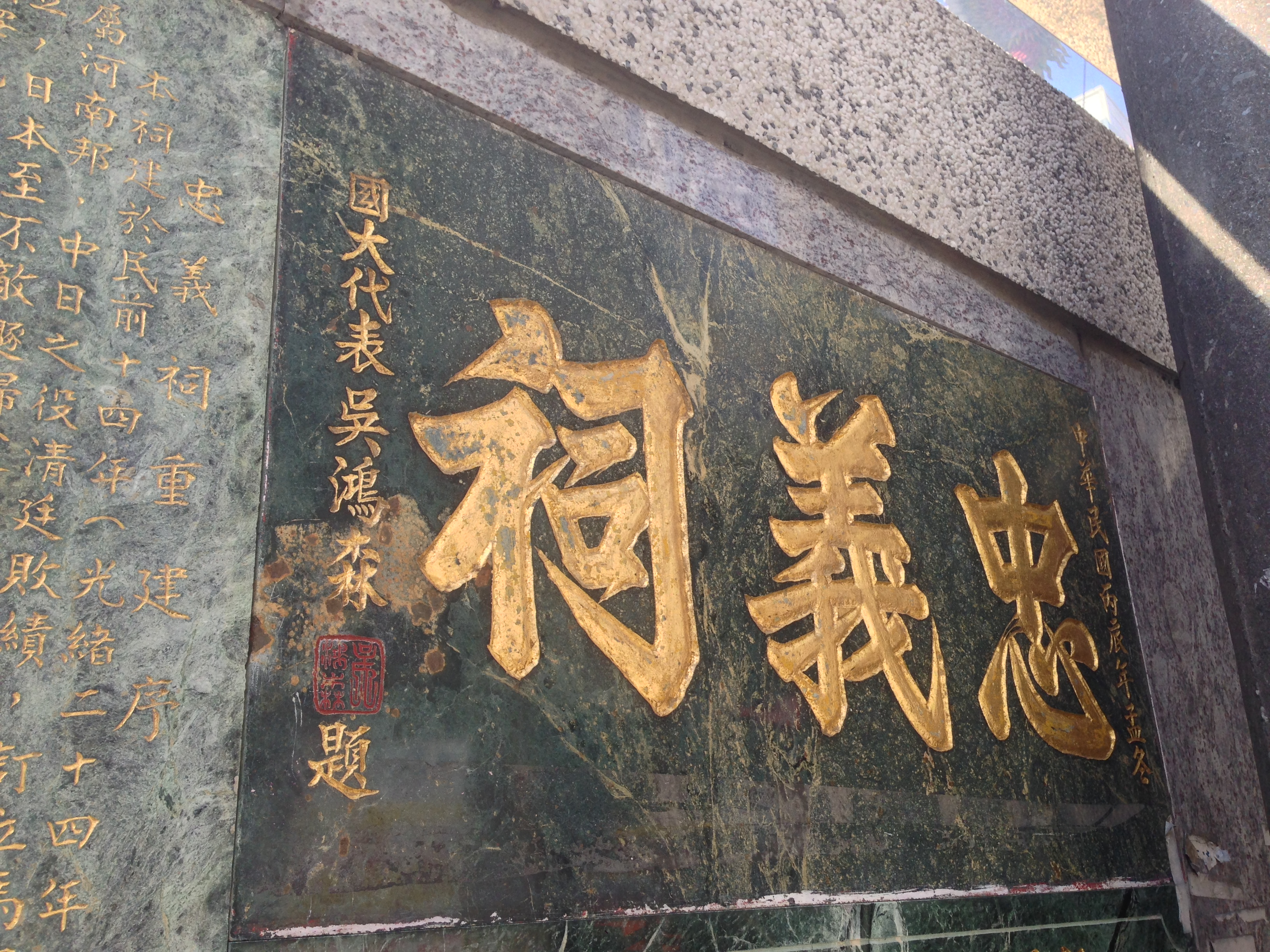
忠義祠為吳鴻森題寫。
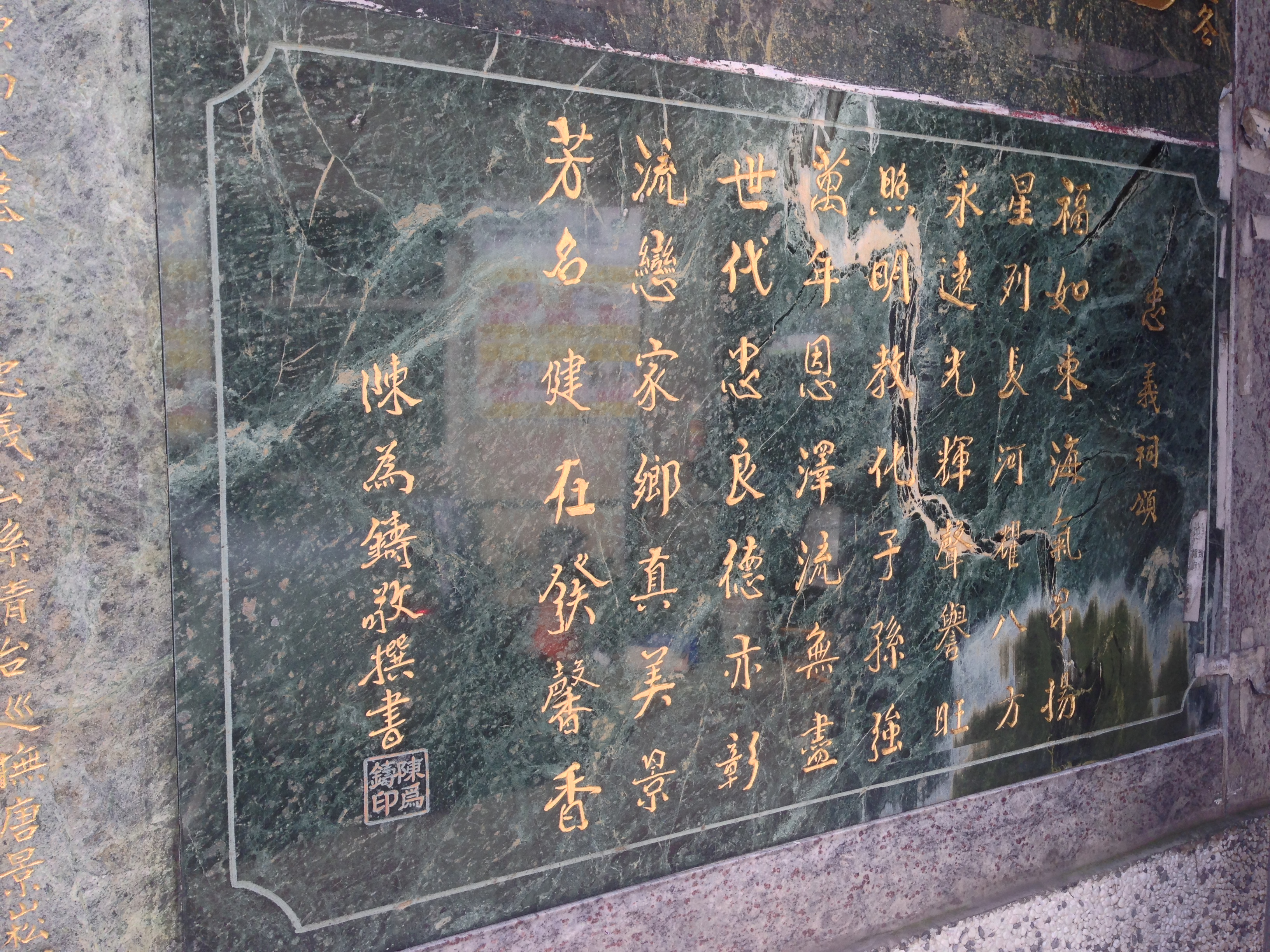
忠義祠頌
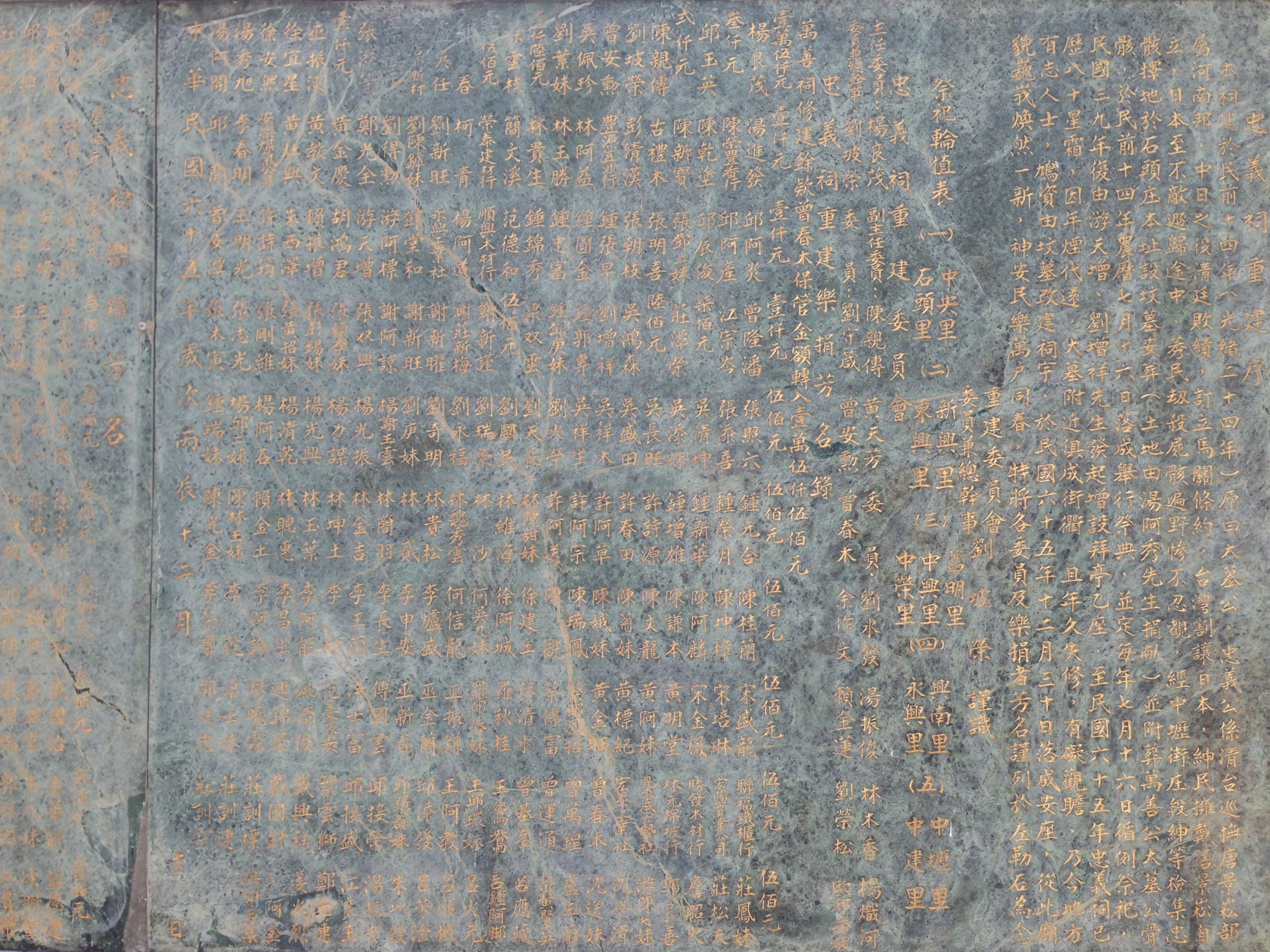
重建序
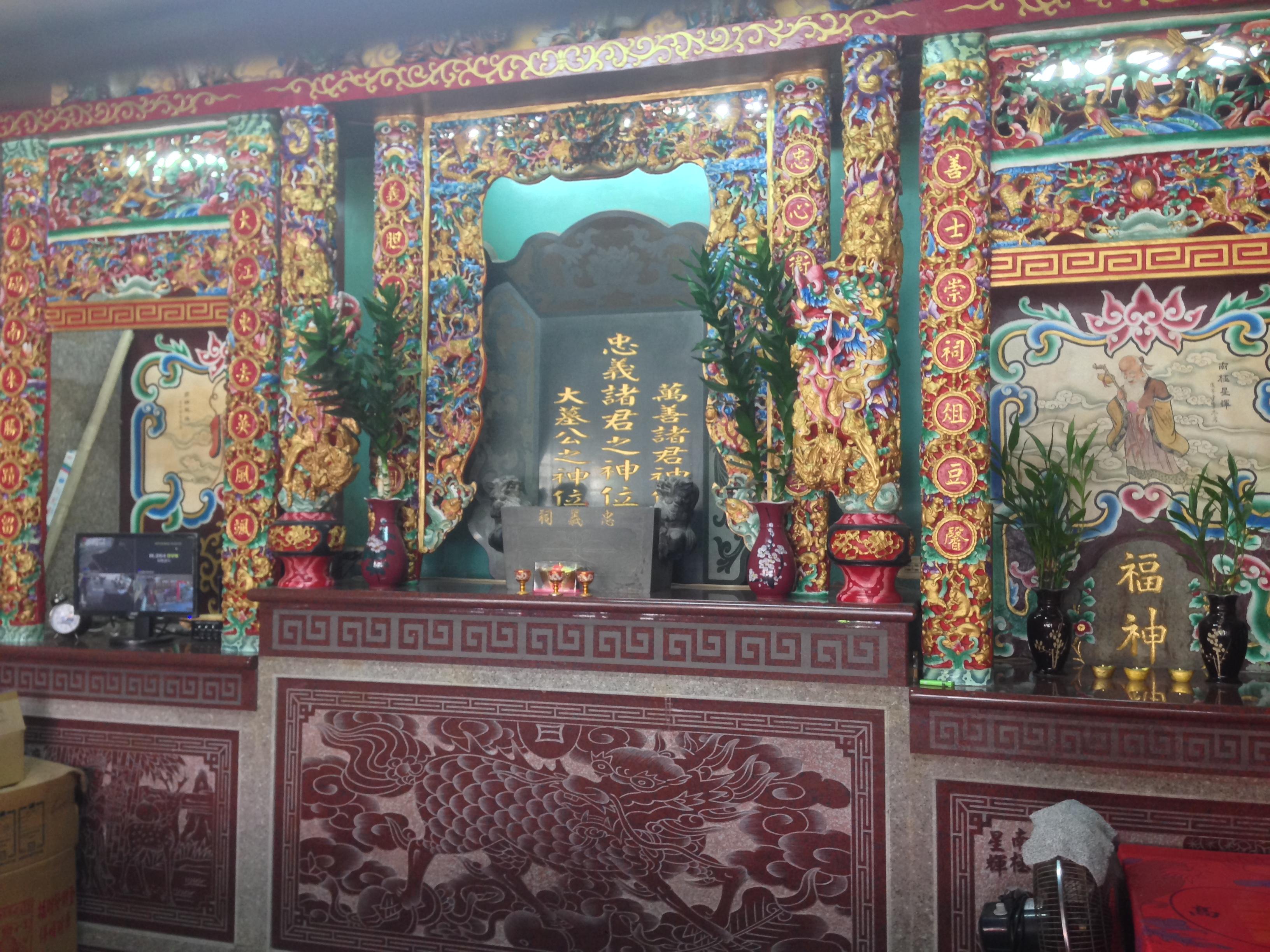
龍邊供奉的福神原為大墓公之土地神，後因蓋成廟宇後一併遷入祠內[2]。

## 備註
1. ↑  該報導中稱此祠位於平鎮區，且本條目建立時亦沿用此一推測，筆誤為「平鎮萬善祠」，然依據內政部地籍圖資網，忠義祠位於中壢區石頭段57-7地號（無門牌）；而據中壢區公所的中壢區公所行政區域圖 ，龍岡路與龍岡路一段112巷交叉口也位於中壢區而非平鎮區，距該祠西南約70公尺處、金陵路對面才屬於平鎮區轄管[8][9]